# Суппилулиума II
Суппилулиума II (хет. Суппилулиумас) — царь Хеттского царства, последний из царей хеттов, правил приблизительно в 1205—1178 годах до н. э. Сын Тутхалии IV, вероятно, от наложницы. Вступил на престол при поддержке некого «начальника писцов на деревянных табличках». По-видимому, возвышение нового царя вызвало широкое недовольство и, как обычно, множество окраинных областей отпало. Однако Суппилулиуму II поддержал его родич, царь Каркемиша Тальми-Тешшуб.
В начале его правления во внешней политике Хеттского царства наблюдается некоторое оживление. Суппилулиума вновь предпринял поход на Аласию (Кипр). Согласно его надписи он захватил в море и сжёг корабли Аласии, которые, видимо, препятствовали высадке хеттского десанта. Затем он взял верх в битве и на самом острове. Также он совершил походы в Верхнюю Месопотамию, когда, по-видимому, отвоевал у ассирийцев медные рудники Ишувы.
Но дни Хеттского царства уже были сочтены. Угроза нашествия с моря и суши переселяющихся племён Эгейского мира, названных в египетских источниках «народами моря», усиливалась. Из Угарита все наличные сухопутные войска были вызваны в центр Малой Азии, а флот — в Лукку, и царь Угарита Аммурапи III не мог оказать помощь царю Аласии (Кипр), когда враг стал угрожать берегам Кипра. Этим врагом, видимо, были сикулы, один из «народов моря». После похода «народов моря» Аласия отпала от хеттов.
Непрерывные военные походы сильно ослабили экономику страны, разорив различные отрасли хозяйства. Из одного письма, адресованного Суппилулиумой правителю Угарита, выясняется, что в это время Хеттское царство испытывало большую нехватку продовольствия.
В первой четверти XII века до н. э. хеттская столица Хаттуса была разрушена и после этого больше не восстанавливалась. Согласно археологическим исследованиям, были разгромлены и сожжены цитадель Хаттусы, её дворцы и храмы, после чего город и вся область хеттского расселения в долине реки Галис пришли в запустение. Согласно надписи фараона Рамсеса III из Мединет-Абу, на восьмом году его правления, Хаттуса была захвачена и разрушена «народами моря» («северными чужеземьями»), под которыми подразумевались, судя по всему, пришедшие с северо-запада восточные мушки.
По мнению немецкого археолога Ю. Зееэра, проводившего раскопки в Хаттусе, к моменту разрушения хеттская столица была уже пуста. Вероятно, жители Хаттусы предварительно организованно покинули город, поскольку в городских зданиях, включая храмы и жилые дома, не было обнаружено повседневных вещей, которые неизбежно остались бы в случае, если бы Хаттуса была населена в момент захвата. Единственно, что было обнаружено при раскопках, это клинописные таблички, глиняные печати и большие пифосы со складов «Большого храма». Согласно теории Зееэра, в самом конце своего правления царь Суппилулиума II эвакуировал из Хаттусы свой двор, армию и ремесленников вместе со всем имуществом.